# Choc7
Choc7（中文名稱超克7），前稱模范七棒，出道前稱棒棒堂二軍，網友、傳媒、官方及支持者常簡稱為二軍或七棒。

## 發展歷史
Choc7是一組經過2008年整個上旬的選戰、3月22日的Mini Concert、雜誌封面拍攝及網上選舉、7月推出的《冒險世界》EP及其後的各場簽唱會表現及支持票選才產生的男子藝人團體，是繼Lollipop棒棒堂之後的模范棒棒堂第二隊出道組合。雖然如此，但各成員本身在人氣上有不小的落差。經紀公司Channel V（台灣）頻道總監張世明相信人氣能後天努力，向「成功的藝人」的目標出發。
於2008年8月13日模范棒棒堂錄影節目時吸引了廣大媒體採訪及即時報道，部分媒體報導了入選成員包括李銓、毛弟、小馬、野獸、阿本、小祿及鮪魚，而牙膏及翰獎因為表現或人氣度不足而被淘汰，變回模范棒棒堂普通成員；Terry亦因擁有超過團體的表現，相當有單飛潛力，故亦不獲入選。
2010年中，由於鮪魚及毛弟簽約傳奇星娛樂，有傳言傳出超克七已解散的消息。 但消息出來後仍未有任何有關人士證實，現階段與解散無異。

### 出道經過
由模范十四棒時代淘汰四位（公主幫：多多、小濱；宅男塾：ELMO、虎牙），再經過多個月奮鬥，當中並發行了二張EP（各組一張），主打歌為〈冒險世界〉。
而二軍的最終人選在第一屆模范棒棒堂的最後一集中宣布二軍的最終人選。被淘汰的有三位（公主幫：翰獎；宅男塾：牙膏、Terry），二軍最終人選的結果是由歌迷的投票所得出來的。
Channel V 總監 Andy哥曾說過，「CHOC7」七人必須毎人學會一種樂器才可發行專輯，但只要有一人未學會都不可發行專輯。

## 爭議

### 團名爭議
出道前《模范棒棒堂》節目一直以「棒棒堂二軍」稱呼，但正式簽約唱片公司出道後節目以「模范七棒」稱呼，意味「棒棒堂二軍」會是一個「過去式的名詞」。但是，模范七棒出道直至2009年5月7日，在大小場合中仍繼續利用「模范七棒」這名稱，此時以相信「模范七棒」已暫時成為他們真正的團名。
另外，有謠言一直指模范七棒出道後將會叫做「Popsicle冰棒」，包括在不少報紙雜誌等媒體也有報導，可是這其實是一個誤會，這名字是官方討論區一位網民在2007年12月21日寫的建議帖中的虛構名字。
2009年3月7日，七棒經紀人兼Channel V總監張世明在官方討論區中，預告「模范七棒」將會有新團名。
同時在五月初起，Channel V開始在廣告時段播放電視台新節目極上生徒會的預告片，在預告片的右下角則出現了Choc7（超克7）的字樣，有人指這可能將會是七棒的新團名。2009年5月7日由Channel V總監張世明確認消息，亦於同年5月18日6時起，Channel V開始播放有關七棒新團名的廣告，進一步證實了消息。

### 團長爭議
另外，在團名正式易名之後，所有的宣傳通告，幾乎也是由毛弟來介紹團名等。由於這些工作在師兄Lollipop棒棒堂還有師姐黑Girl都是由團長來做，所以令人產生錯覺毛弟才是CHOC7的真團長。
2009年5月28日播映的康熙來了中，主持人小S查問CHOC7的團長是誰，然後各成員皆指出毛弟是團長，這個消息一出，在官方討論區引起了一場激烈的討論 。
最後，經Channel V總監張世明於5月29日凌晨在網上解釋後，確認了CHOC7的真正的團長是阿本，從而平息了支持者的疑慮。

## 已離開成員詳細資料
| 姓名   | 藝名        | 英文名     | 出生日期       | 年期   | 其他常見暱稱                                                   | 其他資料 | 部落格                                                        |
| ------ | ----------- | ---------- | -------------- | ------ | -------------------------------------------------------------- | --- | ------------------------------------------------------------- |
| 邱翊橙 | 毛弟 邱宇辰 | Modi Chris | 1990年10月10日 | 第一代 | 驚驚毛、 顏正國、張芸京                                        | 王子的親弟弟； Choc7（超克7）人氣王； 真名曾被誤為「邱翊澄」 以羅志祥作為舞蹈上的目標； 外貌曾被指與顏正國相似， 最近則被指酷似張芸京 後改藝名為邱宇辰 | Facebook（页面存档备份，存于） 新浪微博（页面存档备份，存于） |
| 吳俊諺 | 鮪魚        | Gevin      | 1989年9月19日  | 第一代 | Bato、喇叭魚                                                   | 曾推出個人泰文單曲EP 曾被指遲到問題嚴重，現已改善。 他的Popping舞蹈屬堂內數一數二的 與虎牙還未加入《模范棒棒堂》前已是好朋友， 兩人亦是舞蹈上的最佳拍檔； 被指為人油腔滑調，經常花言巧語； 最近迷上攝影 為CHOC7《太青春》EP中【等什麼】填詞 節目【我愛黑澀棒棒堂】中的台柱、公認的舞王 因編曲、剪音樂及編舞的能力出眾， 不少底迪美眉要求幫助表演 | Facebook（页面存档备份，存于） 新浪微博（页面存档备份，存于） |
| 簡翔棋 | 小馬        | Shawn      | 1983年7月8日   | 第一代 | 假籃球隊員、假混血兒、 馬翔棋、撿象棋                          | 第一及三屆節目中唯一會魔術的男孩 胸前以及背部有大範圍的紋身； 賭后余筱萍的前男友； 在節目中曾被爆有一異性密友「二號妹」； 在第一屆節目中，有時候被人誤認是混血兒 由從第一屆節目初期基本不諳舞蹈 第一屆畢業時已經能夠懂得Breaking，舞技進步神速； 被指為人有潔癖 已退出演藝圈                                                                     |                                                               |
| 翁瑞迪 | 阿本        | Ben Brady  | 1982年6月11日  | 第一代 | 數來寶大師、 Already(翁瑞迪)、 小孬孬、災難本、 SET王、公主本  | Choc7 團長 參選二軍選拔前，已以個人身份簽約出道 現屆底迪中學歷最高（碩士）； 公主幫幫主、總召； 擅長演戲、主持、RAP（數來寶）； 節目中擅長搞笑，也常被取笑； 因節目效果，而常被指年紀大 | Facebook（页面存档备份，存于） 新浪微博（页面存档备份，存于） |
| 韋佳宏 | 野獸        | Vibo       | 1990年9月10日  | 第四代 | 小綿羊、吞食獸、肥貓、 林志傑、小獸獸                          | 第三屆棒棒堂開堂前因患上肺炎而一直未能在節目登場 第一及三屆節目中唯一會「雷鬼」舞蹈的男孩； 最會吃便當也是最胖的底迪， 在唱片公司的嚴謹要求下正在減肥； 被堂主范瑋琪鼓勵向唱歌方面發展； 外貌曾被指酷似林志傑 現為日出工作室旗下藝人 | Facebook（页面存档备份，存于） 新浪微博（页面存档备份，存于） |
| 李 銓  | 李銓        | Peter      | 1990年6月9日   | 第四代 | 傻子、傻子銓、 傻銓、銓兒、 鼓王、大腳怪仙、 大腳哈利、Peter銓 | 分別有四分之一阿美族血統及荷蘭血統； 在第一屆節目中，因與威廉同被人誤解是「阿達性情」， 而被威廉稱為「徒弟」， 擅長爵士鼓及國標舞； 外貌曾被指酷似林智勝 前女友為昆凌 | Facebook（页面存档备份，存于） 新浪微博（页面存档备份，存于） |
| 劉祿存 | 小祿        | Louis      | 1987年2月2日   | 第六代 | 暴牙祿、小綠、 阿蘭、福祿壽、 弱雞、暴牙蘇、 Simon、金絲眼鏡   | 是節目「副堂主」容嘉的親弟弟， 已否認他是因為容嘉的關係進入棒棒堂 與ELMO志趣相投，是好朋友， 並以師徒相稱； 有暴牙的特徵常被網友攻擊 棒棒堂公認歌王，也擅長locking舞蹈 | Facebook（页面存档备份，存于） 新浪微博（页面存档备份，存于） |

## 作品

### 活動主持
- Sony Fair '08

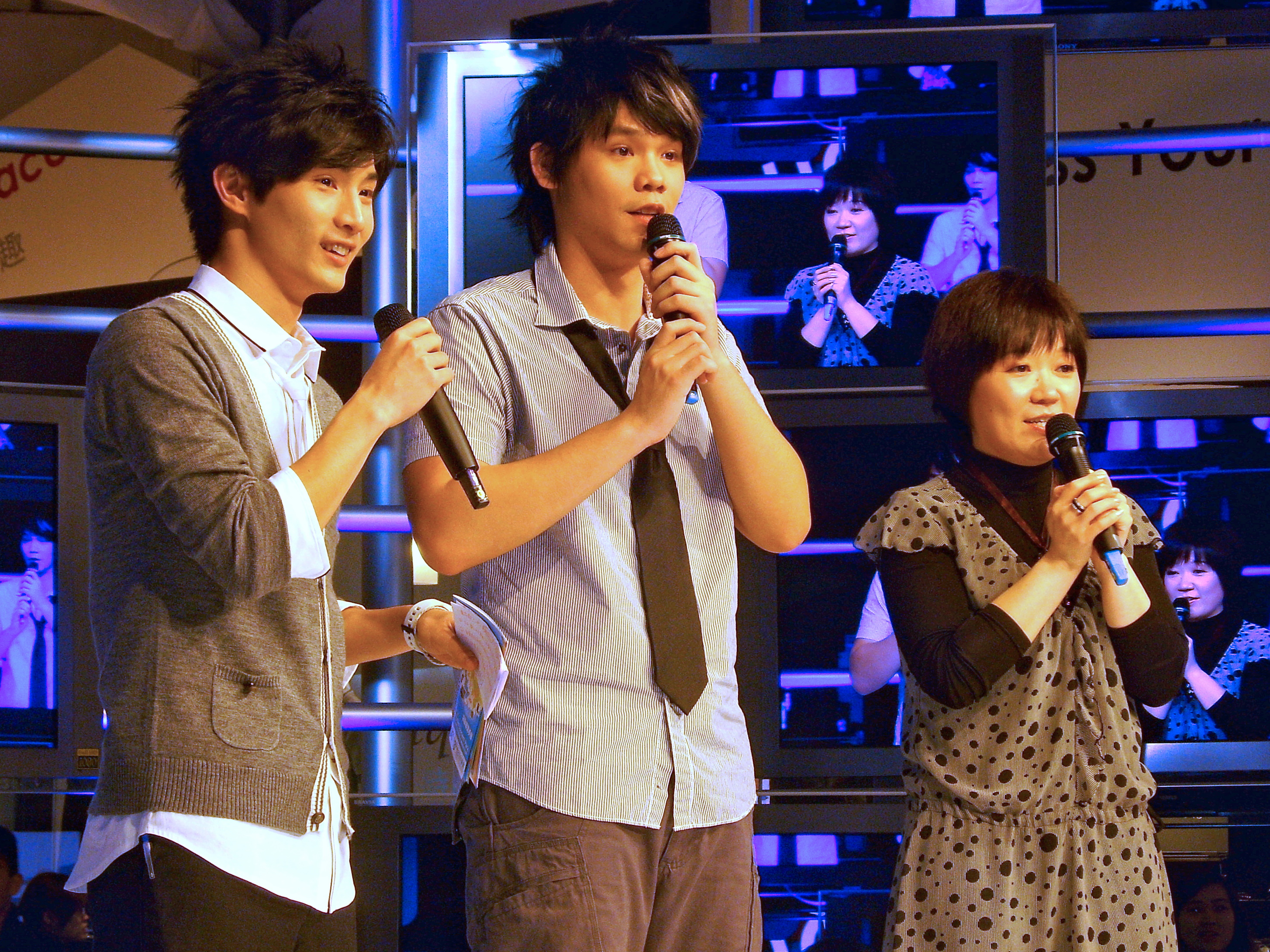
Sony Fair 2008小型演唱會，阿本（左）為主持人之一。

  - 2008年4月4日及4月5日 -阿本 - 《Sony Concert迷你演唱會》主持人
- 全球華語榜中榜暨亞洲影響力大典 '10
  - 2010年3月28日 -阿本 - 《第十四屆紅毯》主持人

（與小薰、丫頭、林楊、溫雅、阿薩、袁莉、劉鈞共同主持）

### 節目主持
- Channel V
  - 第一屆及第三屆《模范棒棒堂》，各成員在節目中均會固定出現
  - 第二屆《模范棒棒堂》，各成員均為助教或嘉賓錄影此節目
  - 《我愛黑澀棒棒堂》，阿本主持，各成員在節目中均會固定出現
  - 《我愛黑澀會》，各成員均為助教錄影此節目
  - 《美少女時代》，鮪魚，擔任助教，小祿有時擔任旁白
  - 《VJ普普風》，各成員均有主持機會
  - 《流行in House》，各成員都會有機會錄影此節目
  - 《LOLLIPOP哪裡怕》 ， 阿本、小祿，擔任代班主持
  - 《哪裡5打抗》，各成員都會有機會客串節目後的短劇，有時候也會在節目上擔任嘉賓
  - 《無敵青春克》，嘉賓及外景主持
  - 《娛樂NP3》，阿本代班主持
- GTV八大綜合台
  - 《娛樂百分百》，阿本代班主持
  - 《蝴蝶蝴蝶生ㄉ真美麗》，阿本與蝴蝶姐姐主持（2009年5月2日首播）

### 戲劇
| 首播日期       | 首播頻道                                        | 劇名                                 | 涉及成員及飾演角色                         | 性質                             |
| -------------- | ----------------------------------------------- | ------------------------------------ | ------------------------------------------ | -------------------------------- |
| 2007年         | 台灣：民視無線台 香港：無綫電視J2台             | 黑糖瑪奇朵                           | 李銓飾演同名角色 小馬飾演同名角色          | 客串三集                         |
| 2007年         | 台灣：Channel V                                 | 棒棒堂偶像劇-- 《阿本的第100次告白》 | 阿本                                       | 男主角                           |
| 2007年         | 台灣：中視、八大綜合台 香港：無線收費電視劇集台 | 18禁不禁                             | 阿本－趙智傑                               | 第一男主角                       |
| 2007年         | 此為網絡短劇                                    | 黑糖來了                             | 李銓飾演同名角色 小馬飾演同名角色          | 男主角                           |
| 2008年7月26日  | 台灣及新加坡： 衛視中文台                       | 黑糖群俠傳                           | 阿本－韋曉寶 小馬－伊賀蒼太                | 第四男主角 第五男主角            |
| 2009年9月12日  | 台灣:Channel V                                  | 廖問之越V風雲                        | 小馬-馬桶將軍 李銓-阿sir 小祿-馬桶將軍跟班 | 第三男主角 第四男主角 第五男主角 |
| 2010年10月9日  | 台灣:公視                                       | 死神少女                             | 毛弟-阿龐 阿本-何緯侖(小侖) 野獸-浩子      | 單元主角 客串第15-16集           |
| 2010年12月18日 | 台灣:东森幼幼台                                 | 萌学园2圣战再起                      | 阿本-易容后的蓝宝                          | 男配角                           |
| 2011年9月17日  | 台灣:东森幼幼台                                 | 萌学园3魔法号令                      | 阿本-欧趴                                  | 男配角                           |
| 2012年4月10日  | 台灣:三立、东森综合台                           | 愛上巧克力                           | 阿本-洪希平                                | 男配角                           |
| 2012年4月10日  | 台灣:东森幼幼台                                 | 萌学园4時空戰役                      | 阿本-欧趴 鮪魚-帝蒂卡                      | 男配角                           |

### 唱片
- 2007年 - 阿本 - 《18禁不禁影音全紀錄》
  - 收錄內容：包括歌曲《甜甜圈》（與黑Girl成員小薰合唱）在內的所有《18禁不禁》歌曲及音樂
- 2008年5月 - 鮪魚 - 個人泰文EP《BATO》
  - 收錄內容：歌曲《SAY YES》
- 2008年7月11日（出道前決戰）- 公主幫及宅男塾同步推出《冒險世界》EP
  - 公主幫EP內容：
    - 《冒險世界》fantasy version、《公主徹夜未眠》、《年輕不要留白》
    - 「公主幫攻略」24p全彩寫真冊（內附粉絲最愛投票卡﹑花美男so cute人形紙卡）

  - 宅男塾EP內容：
    - 《冒險世界》dance power version、《阿宅失眠日記》、《逍遙遊》
    - 「宅男塾天書」24p全彩寫真冊（內附粉絲最愛投票卡﹑美型男so cool人形紙卡）
- 2009年5月29日 - 《太青春》EP+影音DVD
  - 收錄內容：包括歌曲《太青春》（Lollipop棒棒堂填詞，Cola作曲）、《我太笨》（王子填詞）、《等什麼》（鮪魚填詞）

### 代言/廣告/大使
- 玉山盃青棒錦標賽活動大使（2009）

### MV
| 歌手                 | MV名稱           | 首播時間                        | 首播頻道                    | 參與成員               |
| -------------------- | ---------------- | ------------------------------- | --------------------------- | ---------------------- |
| 阿本                 | 《甜甜圈》       | 2007年5月20日                   | 八大綜合台 （福茂唱片製作） | 阿本及 黑Girl 成員小薰 |
| 鮪魚                 | 《SAY YES!》     | 2008年4月29日晚上十時五十五分   | Channel V（台灣）           | 鮪魚                   |
| 棒棒堂二軍（公主幫） | 《冒險世界》     | 2008年6月25日晚上十時五十五分   | Channel V（台灣）           | 公主幫成員             |
| 棒棒堂二軍（宅男塾） | 《冒險世界》     | 2008年6月25日晚上十一時五十五分 | Channel V（台灣）           | 宅男塾成員             |
| 棒棒堂二軍（宅男塾） | 《阿宅失眠日記》 | 2008年7月22日晚上十時五十五分   | Channel V（台灣）           | 宅男塾成員             |
| 棒棒堂二軍（公主幫） | 《公主徹夜未眠》 | 2008年7月22日晚上十一時五十五分 | Channel V（台灣）           | 公主幫成員             |
| 超克7（Choc7）       | 《太青春》       | 2009年5月19日晚上十時五十五分   | Channel V（台灣）           | 超克7全員              |
| 超克7（Choc7）       | 《等什麼》       | 2009年6月1日晚上十時五十五分    | Channel V（台灣）           | 超克7全員              |
| 超克7（Choc7）       | 《我太笨》       | 2009年8月6日晚上十時五十五分    | Channel V（台灣）           | 超克7全員              |

### 大型演出
- 2007年6月9日 - 阿本 - 高雄Le Party 樂派對演唱會
- 2008年1月26日 - 棒棒堂夢想出發‧閃耀小巨蛋演唱會（表演嘉賓）（「十四棒」時代）共同演出
- 2008年3月22日 - 模范棒棒堂二軍選拔PK戰－15分鐘Mini Concert表演（台北新光三越A8館戶外廣場舉行、「十四棒」時代）
- 2008年10月31日 - 第四十三屆電視金鐘獎頒獎典禮 表演嘉賓
  - 與黑Girl表演〈哆啦Ａ夢〉、〈綠野仙蹤〉、〈科學小飛俠〉、〈無敵鐵金剛〉及〈小甜甜〉等5首經典卡通歌。
- 2008年11月29日 - 2008 V POWER演唱會 表演嘉賓
- 2009年7月4日至7月5日 - 棒棒堂我是傳奇2009亞洲巡迴演唱會 - 香港站表演嘉賓
- 2009年12月12日 - 棒棒堂我是傳奇2009亞洲巡迴演唱會 - 廣州站表演嘉賓

### 電影
- 2008年 - 毛弟 - 《九降風》，是第32屆香港國際電影節參展電影
- 2009年2月26日《愛到底》為一四段式電影，Choc7六位成員(除野獸)都有於黃子佼執導之《第六號瀏海》演出。
- 2009年 - 李銓 - 董氏基金會公益宣導短片《黑潮》

### 台灣以外活動
- 2007年11月1日 - 香港 - 阿本、小馬、毛弟、李銓；MINI CLUBMAN發佈會
- 2007年11月25日 - 香港 - 阿本；大埔超級城聖誕亮燈儀式
- 2007年12月7日及12月8日 - 香港觀塘aPM - 阿本；《18禁不禁》宣傳活動
- 2007年12月8日 - 香港 - 阿本；出席TVB籌款節目《歡樂滿東華》，與小薰合唱甜甜圈
- 2008年3月20日及3月21日 - 香港 - 毛弟；第32屆香港電影節－電影《九降風》宣傳活動及參與電影的首映會
- 2008年6月9日 - 香港屯門市廣場 - 所有成員；舉行《終極之戰》，分組比舞，獻唱新歌《冒險世界》，之後聯合所有觀眾的批判及表現，於同年八月至九月選出正式出道之七人。是次活動前，二軍來港的時候吸引過百名粉絲接機，場面混亂，有粉絲跌倒。（活動上籌得5千元善款將捐予香港世界宣明會，協助四川賑災。）[5]）
- 2008年12月 - 香港 - 毛弟；TVB綜藝節目《鐵甲無敵獎門人》錄影
- 2008年12月24日 - 香港屯門市廣場 - 模范七棒；出席活動平安夜倒數活動，與黑Girl
- 2009年7月5日 - 香港citywalk - 超克7； 太青春拍照會
- 2009年12月31日 - 香港上水廣場 - 超克7全體成員；出席除夕夜倒數活動，與多位香港明星